# Selwyn (Ontario)
Selwyn (offiziell Township of Selwyn) ist eine Verwaltungsgemeinde im Südosten der kanadischen Provinz Ontario. Das Township liegt im Peterborough County und hat den Status einer Lower Tier (untergeordneten Gemeinde).
Die heutige Gemeinde entstand im Rahmen der Gemeindereform durch den Zusammenschluss der damaligen Township „Ennismore“ und „Smith“ im Jahr 1998 zur „Township of Smith-Ennismore“. Im Jahr 2001 kam dann noch die „Township of Lakefield“ hinzu und die neue Gemeinde nannte sich „Smith-Ennismore-Lakefield“. Im Jahr 2013 änderte sich der Name der Gemeinde dann in den heutigen Namen.

## Lage
Zur Gemeinde Selwyn gehört das südliche Ufer mehrerer der östlichen Seen der Kawartha Lakes, der Pigeon Lake, der Chemong Lake, der Buckhorn Lake, der Lower Buckhorn Lake, der Lovesick Lake und der Stony Lake sowie der Clear Lake und der Katchewanooka Lake. Anschließend folgt die Gemeindegrenze dem Verlauf des Otonabee River. Außerdem die südlich bzw. westlich davon liegende Fläche, ausgenommen der Stadtflächen von  Peterborough. Selwyn liegt dabei an den südlichen Ausläufern des kanadischen Schildes und etwa 100 Kilometer Luftlinie nordöstlich von Toronto.
Die Gemeinde gliedert sich in zahlreiche kleine und kleinste Ansiedlungen. Siedlungsschwerpunkte sind dabei die Siedlungen im Seeufer, „Bridgenorth“, „Youngstown“, „Ennismore“, „Young’s Point“ und „Lakefield“.
Außerdem umschließt das Gemeindegebiet auch ein Reservat (Curve Lake 35) der First Nations, hier leben hauptsächlich Gruppen der Mississauga.

## Demografie
Der Zensus im Jahr 2016 ergab für die Siedlung eine Bevölkerungszahl von 17.060 Einwohnern, nachdem der Zensus im Jahr 2011 für die Siedlung eine Bevölkerungszahl von 16.846 Einwohnern ergeben hatte. Die Bevölkerung hat damit im Vergleich zum letzten Zensus im Jahr 2011 deutlich unter den Schnitt um nur 1,3 % zugenommen, während der Provinzdurchschnitt bei einer Bevölkerungszunahme von 4,6 % lag. Bereits im Zensuszeitraum von 2006 bis 2011 hatte die Einwohnerzahl in der Gemeinde entgegen dem Provinzdurchschnitt sogar um 1,1 % abgenommen, während die Gesamtbevölkerung in der Provinz um 5,7 % zunahm.

## Verkehr
Die Gemeinde wird im Nordosten vom in Nord-Süd-Richtung verlaufenden Kings Highway 28 durchquert.
Da die Gemeinde an den Kawartha Lakes liegt, ist sie damit auch an de Trent-Severn-Wasserweg angebunden. Die Seengruppe wird darüber entweder mit der Bay of Quinte des Ontariosees oder mit der Georgian Bay des Huronsees verbunden.